# Pitomača
 Pitomača  è un comune della Croazia di 10 465 abitanti della regione di Virovitica e della Podravina.